# Istocheta aldrichi
Istocheta aldrichi là một loài ruồi trong họ Tachinidae.